# 马尔希西
马尔希西（法語：Marchissy）是瑞士联邦西部法语区的沃州下设的一个镇。在行政上属于尼永区管辖。马尔希西的总面积为11.98平方公里。截至2010年底，总人口为415。

## 地理
勒沃位于莱芒湖以西，南隔瑟里讷河与勒沃镇相望。